# Camillo Ranzani
Camillo Ranzani (né le 22 juin 1775 à Bologne, en Émilie-Romagne, et mort dans la même ville le 23 avril 1841) était un abbé et naturaliste italien du XIXe siècle qui a été  professeur de Sciences Naturelles de 1824 à 1826 à l'université de Bologne où l'entomologiste belge Pierre Léonard Van Der Linden a été un de ses élèves.
Le nom binominal du congre vert porte le nom de Ranzani.

## Ouvrages
- Camillo Ranzani, La storia naturale degli uccelli. Bologna : A. Nobili, 1821-. Elementi di zoologia. T. 3